# 가현문화재단
가현문화재단(佳峴文化財團, 구 한미문화예술재단)은 한국 사진예술의 발전과 일반대중의 사진문화교육에 이바지할 목적으로 2002년 2월 25일 설립된 문화체육관광부 소관의 재단법인이다. 사무실은 서울특별시 송파구 위례성대로 14, 19층 (방이동)에 있다.

## 주요 사업
- 문화, 예술자료의 수집보존관리
- 문화예술인 및 문화예술관련 기관 지원 사업
- 문화예술 자료에 관한 전문적학술적 자료 연구
- 문화예술 문헌의 편집과 발간